# José Antonio Ramos Huete
José Antonio Ramos Huete, també conegut com a Pepito Ramos, (Tetuan, 3 d'abril de 1951) és un exfutbolista espanyol de les dècades de 1970 i 1980. Va ser internacional amb la selecció catalana i amb la selecció espanyola.

## Trajectòria
Va néixer a Tetuan, (Marroc) quan aquesta ciutat formava part del Protectorat espanyol al Marroc, però de ben jove es traslladà a Mataró. Jugava de lateral dret i era llicenciat en Química i Història de l'Art. Fou fitxat pel RCD Espanyol al començament de la temporada 1971-72 procedent del CE Mataró a l'edat de 20 anys. Les seves bones actuacions el portaren a la internacionalitat amb la selecció espanyola i al fet que el FC Barcelona agafés interès a fitxar-lo.
L'any 1976 fou fitxat pel Barça, i va romandre al club durant sis temporades. Al Barcelona hi guanyà dues copes d'Espanya i dues Recopes i fou dos cops més internacional espanyol. Va ser suplent a la final de la Recopa de 1982, que el Barça va guanyar a l'Standard de Lieja per 2-1 al Camp Nou.
També fou dos cops internacional amb Catalunya els anys 1973 i 1976. Acabà la seva carrera al Cartagena FC, a la Segona Divisió. Un cop retirar entrenà diversos clubs modestos catalans. També ha estat comentarista a l'emissora COM Ràdio.

## Palmarès
FC Barcelona
- Copa espanyola: 
  - 1977-78, 1980-81
- Recopa d'Europa: 
  - 1978-79, 1981-82